# Strada Statale 526 dell’Esticino
Die Strada statale 526 „dell’Esticino“ ist eine italienische Staatsstraße.

## Geschichte
Die Straße wurde 1967 als Staatsstraße zwischen Magenta und Pavia gewidmet und erhielt die Nummer 526 und die Bezeichnung „dell’Esticino“.
Später wurde der Abschnitt zwischen Torre d’Isola und Pavia entwidmet und zur Provinzialstraße herabgestuft.

## Verlauf
Die SS 526 fängt in Magenta an und führt in Richtung Süd-Osten parallel zum Fluss Ticino bis zur Gemeinde Torre d’Isola, wo sie in den Autobahnzubringer Bereguardo–Pavia einmündet. Ursprünglich führte sie weiter bis Pavia.